# Simulium visuti
Simulium visuti är en tvåvingeart som beskrevs av Takaoka och Choochote 2006. Simulium visuti ingår i släktet Simulium och familjen knott.
Artens utbredningsområde är Thailand. Inga underarter finns listade i Catalogue of Life.